# Мюннерштадт
Мюннерштадт (нем. Münnerstadt) — город и городская община в Германии, в земле Бавария.
Подчинён административному округу Нижняя Франкония. Входит в состав района Бад-Киссинген. Население составляет 7727 человек (на 31 декабря 2010 года). Занимает площадь 93,11 км². Официальный код — 09 6 72 135.

## Население
По оценке на 31 декабря 2015 года население общины Мюннерштадт составляет 7628 чел. 

| Дата      | 1840 | 1871 | 1900 | 1925 | 1939 | 1950 | 1961 | 1970 | 1987 | 2011 |
| --------- | ---- | ---- | ---- | ---- | ---- | ---- | ---- | ---- | ---- | ---- |
| Население | 4295 | 5263 | 5493 | 5798 | 5876 | 7928 | 8160 | 8521 | 7837 | 7964 |

| Год       | 1960 | 1970 | 1980 | 1990 | 2000 | 2009 | 2010 | 2011 | 2012 | 2013 | 2014 | 2015 |
| --------- | ---- | ---- | ---- | ---- | ---- | ---- | ---- | ---- | ---- | ---- | ---- | ---- |
| Население | 8529 | 8516 | 8045 | 8006 | 8214 | 7803 | 7727 | 7844 | 7739 | 7686 | 7633 | 7628 |

## Известные уроженцы
- Мейер-Луц, Вильгельм (1829—1903) — немецкий композитор и дирижёр.